# Vincze Imre (fizikus)
Vincze Imre János (Budapest/Pestszentlőrinc, 1944. május 10. –) magyar fizikus, egyetemi tanár, a Magyar Tudományos Akadémia rendes tagja, professzor emeritus. Az MTA Központi Fizikai Kutatóintézet Szilárdtestfizikai Kutatóintézet tudományos tanácsadója. A Magyar Tudományos Akadémia Szilárdtestfizikai Tudományos Bizottságának tagja.

## Életpályája
1993 óta az Eötvös Loránd Tudományegyetem egyetemi tanára. 
1973-ban lett a fizikai tudományok kandidátusa, 1984-ben a fizikai tudományok doktora. 2004-ben a Magyar Tudományos Akadémia levelező, 2010-ben rendes tagja lett.
Kutatási területe a nanoszerkezetű anyagok méretfüggő mágneses tulajdonságai.

## Művei
- Decomposition of the Mössbauer spectrum of magnetite at 82K. (1968)
- Average magnetization of Fe-Al alloys (1971)
- Hyperfine field distribution and average hyperfine field in dilute Fe-Co alloys (1971)
- Temperature dependence of the hyperfine field at iron atoms near 3d-impurities (1971)
- Temperature dependence of the hyperfine field at iron atoms in FeSn (1971)
- Different nature of the induced change of Fe and Ni magnetic moments in bcc Fe-Ni-Al alloys (1972)
- Applications of Mössbauer spectroscopy (1975)
- Effect of aluminium on the magnetic moments in ferromagnetic binary alloys (1975)
- A Mössbauer-spektroszkópia alkalmazásai (1975)
- Structure and crystallization of Fe-B metallic glasses (1978)
- Quasy-crystalline structure of amorphous alloys (1978)
- Short-range orders in Fe-B metallic glass alloys (1979)
- Quasi-crystalline modelling of amorphous alloys (1980)
- Chemical and topological short-range order in metallic glasses (1980)
- Crystallization products of Fe-B-Si based metallic glasses (1980)
- Fourier evaluation of broad Mössbauer spectra (1981)
- Local Structure of Metallic Glasses (1982)
- Comment on the hyperfine field of amorphous iron (1982)
- Collinearity and spin freezing (1995)
- Amorphous Fe-B alloys in B-Fe-Ag multilayers studied by magnetization and Mössbauer measurements (2011)

## Díjai
- Akadémiai Ifjúsági Díj (Magyar Tudományos Akadémia) (1974)
- Schmid Rezső-díj (Eötvös Loránd Fizikai Társulat) (1977)
- Jánossy-díj (MTA Központi Fizikai Kutatóintézet) (1983)
- Akadémiai díj (1991)[5]
- Széchenyi professzor ösztöndíj (1998-2001)
- a Magyar Tudományos Akadémia Fizikai fődíja (2003)[6]